# Abdullah Otayf
Abdullah Ibrahim Yahya Otayf (Riyad, 3 augustus 1992) is een Saoedi-Arabisch voetballer die doorgaans speelt als middenvelder. In juli 2023 verruilde hij Al-Hilal voor Al-Ahli. Otayf maakte in 2012 zijn debuut in het Saoedi-Arabisch voetbalelftal.

## Clubcarrière
Otayf speelde in de jeugd van Al-Shabab maar wist voor die club nooit in het eerste elftal uit te komen. Het seizoen 2012/13 bracht de middenvelder tijdelijk door bij Louletano. Na acht wedstrijden in Portugal keerde de Saoedi-Arabier terug naar zijn vaderland, waar hij voor Al-Hilal ging spelen. Medio 2023 verkaste Otayf naar Al-Ahli.

## Clubstatistieken
| Seizoen | Club      | Competitie             | Competitie | Competitie | Beker | Beker | Internationaal | Internationaal | Totaal | Totaal |
| Seizoen | Club      | Competitie             | Wed.       | Dlp.       | Wed.  | Dlp.  | Wed.           | Dlp.           | Wed.   | Dlp.   |
| ------- | --------- | ---------------------- | ---------- | ---------- | ----- | ----- | -------------- | -------------- | ------ | ------ |
| 2012/13 | Louletano | Campeonato de Portugal | 8          | 0          | 0     | 0     | —              | —              | 8      | 0      |
| 2013/14 | Al-Hilal  | Pro League             | 0          | 0          | 0     | 0     | 0              | 0              | 0      | 0      |
| 2014/15 | Al-Hilal  | Pro League             | 7          | 0          | 2     | 0     | 0              | 0              | 9      | 0      |
| 2015/16 | Al-Hilal  | Pro League             | 12         | 0          | 2     | 0     | 2              | 0              | 16     | 0      |
| 2016/17 | Al-Hilal  | Pro League             | 12         | 0          | 4     | 0     | 5              | 0              | 21     | 0      |
| 2017/18 | Al-Hilal  | Pro League             | 23         | 0          | 1     | 0     | 9              | 0              | 29     | 0      |
| 2018/19 | Al-Hilal  | Pro League             | 17         | 0          | 1     | 0     | 1              | 0              | 19     | 0      |
| 2019/20 | Al-Hilal  | Pro League             | 8          | 0          | 0     | 0     | 10             | 0              | 18     | 0      |
| 2020/21 | Al-Hilal  | Pro League             | 17         | 0          | 0     | 0     | 6              | 0              | 23     | 0      |
| 2021/22 | Al-Hilal  | Pro League             | 6          | 0          | 1     | 0     | 0              | 0              | 7      | 0      |
| 2022/23 | Al-Hilal  | Pro League             | 10         | 1          | 2     | 0     | 0              | 0              | 12     | 1      |
| 2023/24 | Al-Ahli   | Pro League             | 1          | 0          | 0     | 0     | —              | —              | 1      | 0      |
| 2024/25 | Al-Ahli   | Pro League             | 0          | 0          | 0     | 0     | —              | —              | 0      | 0      |
| Totaal  | Totaal    | Totaal                 | 121        | 1          | 13    | 0     | 39             | 0              | 173    | 1      |

Bijgewerkt op 15 januari 2025.

## Interlandcarrière
Otayf maakte zijn debuut in het Saoedi-Arabisch voetbalelftal op 5 december 2012, toen met 2–1 gewonnen werd van Zambia. Ahmed Al-Fraidi en Bader Al-Khames scoorden voor Saoedi-Arabië en de tegentreffer kwam van Evans Kangwa. Otayf mocht van bondscoach Frank Rijkaard als basisspeler aan het duel beginnen en hij speelde het gehele duel mee. De andere debutanten dit duel waren Ali Al-Zubaidi, Ibrahim Taher Al-Ibrahim (beiden Al-Ettifaq), Majed Asiri (Al-Qadisiyah), Turky Al-Khodair (Al-Ansar), Al-Khames, Mohammed Abdulhakem Al-Fatil, Motaz Hawsawi (allen Al-Ahli), Abdullah Mubarak Al-Dosari (Al-Hilal) en Omar Al-Suhaymi (CD Mafra). Otayf werd in juni 2018 door bondscoach Juan Antonio Pizzi opgenomen in de selectie van Saoedi-Arabië voor het wereldkampioenschap in Rusland. Op dit WK werd Saoedi-Arabië in de groepsfase uitgeschakeld. Otayf speelde in alle drie de wedstrijden mee.
In oktober 2022 werd Otayf door bondscoach Hervé Renard opgenomen in de voorselectie van Saoedi-Arabië voor het WK 2022. Vier weken later werd hij ook opgenomen in de definitieve selectie. Tijdens dit toernooi werd Saoedi-Arabië uitgeschakeld in de groepsfase na een zege over Argentinië en nederlagen tegen Polen en Mexico. Otayf kwam niet in actie. 
| Interlands van Abdullah Otayf voor Saoedi-Arabië | Interlands van Abdullah Otayf voor Saoedi-Arabië | Interlands van Abdullah Otayf voor Saoedi-Arabië | Interlands van Abdullah Otayf voor Saoedi-Arabië | Interlands van Abdullah Otayf voor Saoedi-Arabië | Interlands van Abdullah Otayf voor Saoedi-Arabië | Interlands van Abdullah Otayf voor Saoedi-Arabië |
| №                                                | Datum                                            | Wedstrijd                                        | Uitslag                                          | Competitie                                       | Goals                                            |                                                  |
| Als speler bij Louletano                         | Als speler bij Louletano                         | Als speler bij Louletano                         | Als speler bij Louletano                         | Als speler bij Louletano                         | Als speler bij Louletano                         | Als speler bij Louletano                         |
| ------------------------------------------------ | ------------------------------------------------ | ------------------------------------------------ | ------------------------------------------------ | ------------------------------------------------ | ------------------------------------------------ | ------------------------------------------------ |
| 1                                                | 5 december 2012                                  | Saoedi-Arabië – Zambia                           | 2 – 1                                            | Vriendschappelijk                                |                                                  |                                                  |
| 2                                                | 9 december 2012                                  | Iran – Saoedi-Arabië                             | 0 – 0                                            | WAFF 2012                                        |                                                  |                                                  |
| 3                                                | 12 december 2012                                 | Jemen – Saoedi-Arabië                            | 0 – 1                                            | WAFF 2012                                        | 39'                                              |                                                  |
| 4                                                | 15 december 2012                                 | Bahrein – Saoedi-Arabië                          | 1 – 0                                            | WAFF 2012                                        |                                                  |                                                  |
| Als speler bij Al-Hilal                          |                                                  |                                                  |                                                  |                                                  |                                                  |                                                  |
| 5                                                | 28 december 2013                                 | Palestina – Saoedi-Arabië                        | 0 – 0                                            | WAFF 2014                                        |                                                  |                                                  |
| 6                                                | 31 december 2013                                 | Qatar – Saoedi-Arabië                            | 4 – 1                                            | WAFF 2014                                        |                                                  |                                                  |
| 7                                                | 8 juni 2017                                      | Australië – Saoedi-Arabië                        | 3 – 2                                            | WK 2018 kwalificatie                             |                                                  |                                                  |
| 8                                                | 5 september 2017                                 | Saoedi-Arabië – Japan                            | 1 – 0                                            | WK 2018 kwalificatie                             |                                                  |                                                  |
| 9                                                | 7 oktober 2017                                   | Saoedi-Arabië – Jamaica                          | 5 – 2                                            | Vriendschappelijk                                |                                                  |                                                  |
| 10                                               | 10 oktober 2017                                  | Saoedi-Arabië – Ghana                            | 0 – 3                                            | Vriendschappelijk                                |                                                  |                                                  |
| 11                                               | 7 november 2017                                  | Saoedi-Arabië – Letland                          | 2 – 0                                            | Vriendschappelijk                                |                                                  |                                                  |
| 12                                               | 10 november 2017                                 | Portugal – Saoedi-Arabië                         | 3 – 0                                            | Vriendschappelijk                                |                                                  |                                                  |
| 13                                               | 26 februari 2018                                 | Saoedi-Arabië – Moldavië                         | 3 – 0                                            | Vriendschappelijk                                |                                                  |                                                  |
| 14                                               | 23 maart 2018                                    | Saoedi-Arabië – Oekraïne                         | 1 – 1                                            | Vriendschappelijk                                |                                                  |                                                  |
| 15                                               | 27 maart 2018                                    | België – Saoedi-Arabië                           | 4 – 0                                            | Vriendschappelijk                                |                                                  |                                                  |
| 16                                               | 9 mei 2018                                       | Saoedi-Arabië – Algerije                         | 2 – 0                                            | Vriendschappelijk                                |                                                  |                                                  |
| 17                                               | 15 mei 2018                                      | Saoedi-Arabië – Griekenland                      | 2 – 0                                            | Vriendschappelijk                                |                                                  |                                                  |
| 18                                               | 28 mei 2018                                      | Saoedi-Arabië – Italië                           | 1 – 2                                            | Vriendschappelijk                                |                                                  |                                                  |
| 19                                               | 8 juni 2018                                      | Duitsland – Saoedi-Arabië                        | 2 – 1                                            | Vriendschappelijk                                |                                                  |                                                  |
| 20                                               | 14 juni 2018                                     | Rusland – Saoedi-Arabië                          | 5 – 0                                            | WK 2018                                          |                                                  |                                                  |
| 21                                               | 20 juni 2018                                     | Uruguay – Saoedi-Arabië                          | 1 – 0                                            | WK 2018                                          |                                                  |                                                  |
| 22                                               | 25 juni 2018                                     | Saoedi-Arabië – Egypte                           | 2 – 1                                            | WK 2018                                          |                                                  |                                                  |
| 23                                               | 12 oktober 2018                                  | Saoedi-Arabië – Brazilië                         | 0 – 2                                            | Vriendschappelijk                                |                                                  |                                                  |
| 24                                               | 15 oktober 2018                                  | Saoedi-Arabië – Irak                             | 1 – 1                                            | Vriendschappelijk                                |                                                  |                                                  |
| 25                                               | 16 november 2018                                 | Saoedi-Arabië – Jemen                            | 1 – 0                                            | Vriendschappelijk                                |                                                  |                                                  |
| 26                                               | 20 november 2018                                 | Jordanië – Saoedi-Arabië                         | 1 – 1                                            | Vriendschappelijk                                |                                                  |                                                  |
| 27                                               | 31 december 2018                                 | Saoedi-Arabië – Zuid-Korea                       | 0 – 0                                            | Vriendschappelijk                                |                                                  |                                                  |
| 28                                               | 8 januari 2019                                   | Saoedi-Arabië – Noord-Korea                      | 4 – 0                                            | AK 2019                                          |                                                  |                                                  |
| 29                                               | 12 januari 2019                                  | Libanon – Saoedi-Arabië                          | 0 – 2                                            | AK 2019                                          |                                                  |                                                  |
| 30                                               | 17 januari 2019                                  | Saoedi-Arabië – Qatar                            | 0 – 2                                            | AK 2019                                          |                                                  |                                                  |
| 31                                               | 21 januari 2019                                  | Japan – Saoedi-Arabië                            | 1 – 0                                            | AK 2019                                          |                                                  |                                                  |
| 32                                               | 10 oktober 2019                                  | Saoedi-Arabië – Singapore                        | 3 – 0                                            | WK 2022 kwalificatie                             |                                                  |                                                  |
| 33                                               | 15 oktober 2019                                  | Palestina – Saoedi-Arabië                        | 0 – 0                                            | WK 2022 kwalificatie                             |                                                  |                                                  |
| 34                                               | 14 november 2019                                 | Oezbekistan – Saoedi-Arabië                      | 2 – 3                                            | WK 2022 kwalificatie                             |                                                  |                                                  |
| 35                                               | 30 november 2019                                 | Bahrein – Saoedi-Arabië                          | 0 – 2                                            | Golf Cup 2019                                    |                                                  |                                                  |
| 36                                               | 2 december 2019                                  | Oman – Saoedi-Arabië                             | 1 – 3                                            | Golf Cup 2019                                    |                                                  |                                                  |
| 37                                               | 5 december 2019                                  | Qatar – Saoedi-Arabië                            | 0 – 1                                            | Golf Cup 2019                                    |                                                  |                                                  |
| 38                                               | 8 december 2019                                  | Bahrein – Saoedi-Arabië                          | 1 – 0                                            | Golf Cup 2019                                    |                                                  |                                                  |
| 39                                               | 25 maart 2021                                    | Saoedi-Arabië – Koeweit                          | 1 – 0                                            | Vriendschappelijk                                |                                                  |                                                  |
| 40                                               | 30 maart 2021                                    | Saoedi-Arabië – Palestina                        | 5 – 0                                            | WK 2022 kwalificatie                             |                                                  |                                                  |
| 41                                               | 5 juni 2021                                      | Saoedi-Arabië – Jemen                            | 3 – 0                                            | WK 2022 kwalificatie                             |                                                  |                                                  |
| 42                                               | 15 juni 2021                                     | Saoedi-Arabië – Oezbekistan                      | 3 – 0                                            | WK 2022 kwalificatie                             |                                                  |                                                  |
| 43                                               | 2 september 2021                                 | Saoedi-Arabië – Vietnam                          | 3 – 1                                            | WK 2022 kwalificatie                             |                                                  |                                                  |
| 44                                               | 5 juni 2022                                      | Saoedi-Arabië – Colombia                         | 0 – 1                                            | Vriendschappelijk                                |                                                  |                                                  |
| 45                                               | 9 juni 2022                                      | Saoedi-Arabië – Venezuela                        | 0 – 1                                            | Vriendschappelijk                                |                                                  |                                                  |
| 46                                               | 22 oktober 2022                                  | Saoedi-Arabië – Noord-Macedonië                  | 1 – 0                                            | Vriendschappelijk                                |                                                  |                                                  |

Bijgewerkt op 15 januari 2025.

## Erelijst
| Pro League | 5 | 2016/17, 2017/18, 2019/20, 2020/21, 2021/22 |
| King's Cup | 3 | 2015/16, 2017/18, 2019/20                   |